# Пленник Зенды
«Пленник Зенды», «Узник Зенды», или «Пленник замка Зенда» (англ. The Prisoner of Zenda) — приключенческий роман английского писателя Энтони Хоупа, опубликованный в 1894 году.

## Сюжет
Действие происходит в Руритании — вымышленном немецкоязычном королевстве Центральной Европы («где-то между Германской и Австрийской империями»). Престол должен занять кронпринц Рудольф, любитель выпить и покутить. Низшие слои населения симпатизируют его единокровному брату, честолюбивому и властному герцогу Михаэлю, хотя тот, будучи отпрыском морганатического союза, прав на наследование не имеет.
Чтобы сорвать коронацию, Михаэль, накачав Рудольфа снотворным, тайком перевозит брата в замок, расположенный в городке Зенда. Там его держат в заточении приспешники узурпатора. 
По счастливому стечению обстоятельств, как раз в это время по Руритании путешествует благородный англичанин Рудольф Рассендилл, дальний родственник узника Зенды, обладающий с ним поразительным внешним сходством. Придворные убеждают его «подменить» пропавшего кронпринца на коронационных церемониях.
Исполняя обязанности короля, Рассендилл, от чьего имени ведётся рассказ, без памяти влюбляется в принцессу Флавию — невесту будущего короля Рудольфа. Ему приходится сделать нелегкий выбор между чувством и долгом. В итоге он принимает решение восстановить на престоле законного правителя и расстаться с возлюбленной.

## Успех
Книга Хоупа заслужила высокие оценки Э. Лэнга, Р. Л. Стивенсона, Г. К. Честертона. В 1895 году автор переработал сюжет в пьесу, которая с успехом шла в театрах Нью-Йорка и Лондона. Через год он опубликовал приквел к «Узнику Зенды» — сборник рассказов «Сердце принцессы Озры». В 1898 г. появилась третья книга о Руритании — роман «Руперт из Хенцау».
Жанр руританских романов получил большую популярность в Великобритании начала XX века, а затем и в британских колониях. В Пакистане, к примеру, «Узник Зенды» до сих пор входит в школьную программу. В 1925 году Зигмунд Ромберг написал оперетту «Принцесса Флавия», которая была переработана В. Дукельским в мюзикл «Зенда» (поставлен в 1963 г.).
В советской России сюжет, построенный на торжестве монарха-забулдыги и его реакционного окружения над популярным в народе соперником, был под запретом. Книга удостоилась перевода на русский язык только в постперестроечный период.
Роман Хоупа был экранизирован в 1913, 1915, 1922, 1937, 1952, 1961 и 1984 гг. Существует также фильм «Узник Джинда» (1961), адаптированный под индийские реалии, кинопародия Ричарда Квина с Питером Селлерсом в главной роли (1979), а также телевизионная пародия «Пленник Спенды» из цикла «Продолжаем смеяться» (1975).